# مالتة (بوالحسن)
مالتة (بالفارسية: مالته) هي مستوطنة تقع في إيران في قسم بوالحسن الريفي. يقدر عدد سكانها بـ 146 نسمة .